# Силвана Станковић
Силвана Станковић (Београд, 28. децембар 1972) српска је новинарка, менаџерка и списатељица.

## Биографија
Силвана Станковић је рођена 28. децембра 1972. године у Београду, где је завршила средњу школу и факултет.
Од октобра 1991. до јануара 2008. године је радила као новинар репортер за новине Вечерње новости, где је писала ексклузивне репортаже из разних области, претежно се бавећи социолошком сфером, криминалом, наркоманијом и слично. Од јануара 2008. године ради као менаџер за односе с јавношћу предузећа Инвеј. Прву књигу песама Молба за живот објавила јој је Народна библиотека „Вук Караџић”, у Београду. Књигу песама Мислим да волим, Станковићева је објавила у издању Даме принт.
Уследила су дела Кад чаршави проговоре, ауторска публикација о српским агенцијама за пословну пратњу, после фељтона објављеног у новинама Вечерње новости, као и еротске приче Француско пециво, које је издала кућа Триптих. Крими роман Убица је познавао Марију, објавила је Радионица душе.
Силвана Станковић се окушала и као издавач, па је из њене издавачке куће Кабинет изашло дело Душа на споредном колосеку и Робијашка посла. Добила је добре критике за књигу Живот у шпилу, која је промовисана у казину „Колосеум”, на Бановом брду, у којој се бави коцком као пороком, стилом живота, начином губљења личности. Дело Кувар за очајне домаћице је наменила искључиво женама. Године 2012. издаје књигу Срце у анестезији.